# Nicklas Savolainen
Nicklas Mattias Savolainen, född 19 februari 1991, är en svensk före detta fotbollsspelare. Han är även med i musikgruppen Albatraoz.

## Karriär
Savolainen började spela fotboll i Byttorps IF, men gick som 11-åring över till IF Elfsborg. 2009 återvände Savolainen till moderklubben Byttorps IF och 2010 gick han till Norrby IF. I januari 2016 förlängde Savolainen sitt kontrakt med ett år. I december 2016 förlängde han sitt kontrakt med ytterligare två år. I december 2018 skrev Savolainen på ett nytt tvåårskontrakt med klubben. I december 2020 förlängdes kontraktet med ett år. I januari 2022 förlängde Savolainen kontraktet med Norrby ytterligare två säsonger.

## Karriärstatistik
| Klubb              | Säsong             | Liga                       | Liga    | Liga | Svenska cupen | Svenska cupen | Övrigt  | Övrigt | Totalt  | Totalt |
| Klubb              | Säsong             | Division                   | Matcher | Mål  | Matcher       | Mål           | Matcher | Mål    | Matcher | Mål    |
| ------------------ | ------------------ | -------------------------- | ------- | ---- | ------------- | ------------- | ------- | ------ | ------- | ------ |
| Norrby IF          | 2011               | Division 1 Södra           | 11      | 2    | 0             | 0             | —       | —      | 11      | 2      |
| Norrby IF          | 2012               | Division 1 Södra           | 20      | 2    | 0             | 0             | —       | —      | 20      | 2      |
| Norrby IF          | 2013               | Division 2 Västra Götaland | 18      | 3    | 2             | 1             | —       | —      | 20      | 4      |
| Norrby IF          | 2014               | Division 1 Södra           | 1       | 0    | 0             | 0             | —       | —      | 1       | 0      |
| Norrby IF          | 2015               | Division 1 Södra           | 6       | 0    | 1             | 0             | —       | —      | 7       | 0      |
| Norrby IF          | 2016               | Division 1 Södra           | 22      | 6    | 0             | 0             | 2       | 1      | 24      | 7      |
| Norrby IF          | 2017               | Superettan                 | 22      | 13   | 1             | 0             | —       | —      | 23      | 13     |
| Norrby IF          | 2018               | Superettan                 | 28      | 6    | 2             | 0             | —       | —      | 30      | 6      |
| Norrby IF          | 2019               | Superettan                 | 26      | 2    | 4             | 0             | —       | —      | 30      | 2      |
| Norrby IF          | 2020               | Superettan                 | 28      | 2    | 0             | 0             | —       | —      | 28      | 2      |
| Norrby IF          | 2021               | Superettan                 | 26      | 1    | 0             | 0             | —       | —      | 26      | 1      |
| Norrby IF          | 2022               | Superettan                 | 27      | 7    | 3             | 0             | —       | —      | 30      | 7      |
| Norrby IF          | Totalt             | Totalt                     | 235     | 44   | 13            | 1             | 2       | 1      | 250     | 46     |
| Totalt i karriären | Totalt i karriären | Totalt i karriären         | 235     | 44   | 13            | 1             | 2       | 1      | 250     | 46     |

1. ↑  Uppflyttningskvalmatcher mot Assyriska FF.'"`UNIQ--ref-00000004-QINU`"''"`UNIQ--ref-00000005-QINU`"'